# L'idolo delle folle
L'idolo delle folle (The Pride of the Yankees) è un film del 1942 diretto da Sam Wood.

## Trama
Si racconta la vita del noto giocatore di baseball Lou Gehrig, scomparso nel 1941 a causa della sclerosi laterale amiotrofica, malattia nota ora anche come Morbo di Gehrig.

## Produzione

### Cameo
Babe Ruth e Bill Dickey, compagni di squadra di Lou Gehrig nei New York Yankees, apparvero nel ruolo di sé stessi.

## Distribuzione
La versione italiana d'epoca è stata sostituita nel 1975 da un ridoppiaggio diretto da Guido Leoni su dialoghi di Alfredo Medori per la messa in onda sulle reti Rai.

## Riconoscimenti
Premi Oscar 1943:
- Miglior montaggio
- Candidatura al miglior film
- Candidatura come miglior attore protagonista a Gary Cooper
- Candidatura come miglior attrice protagonista a Teresa Wright
- Candidatura per la miglior sceneggiatura non originale

Una battuta del film ("Oggi, mi considero l'uomo più fortunato sulla faccia della terra", "Today, I consider myself the luckiest man on the face of the earth" in lingua originale) è stata inserita nel 2005 nella lista delle cento migliori citazioni cinematografiche di tutti i tempi stilata dall'American Film Institute, nella quale figura al 38º posto. Il film compare inoltre al 22º posto della lista, sempre stilata dall'AFI, dei 100 film da applausi.

Nel 2024 è stato selezionato per la conservazione nel National Film Registry degli Stati Uniti dalla Biblioteca del Congresso come "culturalmente, storicamente o esteticamente significativo".